# Xırdalan
Xırdalan è un comune dell'Azerbaigian, capoluogo del distretto di Abşeron.